# Comuna Gorban, Iași
Gorban (în trecut, Zberoaia și Scoposeni) este o comună în județul Iași, Moldova, România, formată din satele Gorban (reședința), Gura Bohotin, Podu Hagiului, Scoposeni și Zberoaia.

## Așezare
Comuna se află în extremitatea sud-estică a județului, la limita cu județul Vaslui și la granița cu raionul Hâncești din Republica Moldova, la vărsarea Bohotinului, Jijiei și Moșnei în Prut, pe malul drept al celor din urmă două ape. Este străbătută de șoseaua națională DN28, care leagă Iașiul de Albița, unde există un punct de trecere a frontierei moldo-române. Din acest drum, lângă Podu Hagiului se ramifică șoseaua județeană DJ244G, care o leagă spre nord-vest de Cozmești. Tot din DN28, la Gura Bohotin se ramifică șoseaua județeană DJ249, care duce spre nord-vest la Grozești, Prisăcani, Țuțora, Ungheni și Victoria (unde se termină în DN24).
Comuna are ca vecini în partea de nord comunele Răducăneni și Grozești, în partea de sud Drânceni din județul Vaslui, în partea estică comunele Nemțeni și Cotul Morii din raionul Hâncești, Republica Moldova, iar în partea de vest Moșna și Cozmești.

## Demografie
Componența etnică a comunei Gorban
     Români (85,74%)
     Alte etnii (0,08%)
     Necunoscută (14,18%)
Componența confesională a comunei Gorban
     Ortodocși (85,21%)
     Alte religii (0,57%)
     Necunoscută (14,22%)
Conform recensământului efectuat în 2021, populația comunei Gorban se ridică la 2.461 de locuitori, în scădere față de recensământul anterior din 2011, când fuseseră înregistrați 2.879 de locuitori. Majoritatea locuitorilor sunt români (85,74%), iar pentru 14,18% nu se cunoaște apartenența etnică. Din punct de vedere confesional, majoritatea locuitorilor sunt ortodocși (85,21%), iar pentru 14,22% nu se cunoaște apartenența confesională.

## Politică și administrație
Comuna Gorban este administrată de un primar și un consiliu local compus din 11 consilieri. Primarul, Aurel Mitrofan[*], de la Partidul Național Liberal, este în funcție din 1 noiembrie 2024. Începând cu alegerile locale din 2024, consiliul local are următoarea componență pe partide politice:
|  | Partid                    | Consilieri | Componența Consiliului | Componența Consiliului | Componența Consiliului | Componența Consiliului | Componența Consiliului |
|  | ------------------------- | ---------- | ---------------------- | ---------------------- | ---------------------- | ---------------------- | ---------------------- |
|  | Partidul Național Liberal | 5          |                        |                        |                        |                        |                        |
|  | Partidul Social Democrat  | 5          |                        |                        |                        |                        |                        |
|  | Uniunea Salvați România   | 1          |                        |                        |                        |                        |                        |

## Istorie
La sfârșitul secolului al XIX-lea, comuna purta numele de Zberoaia, făcea parte din plasa Podoleni a județului Fălciu și era formată din satele Copăceanu, Satu Nou, Zberoaia și Scoposeni, având în total 1282 de locuitori, o școală și două biserici. Anuarul Socec din 1925 consemnează comuna cu numele de Scoposeni, în plasa Răducăneni a aceluiași județ, având 1452 de locuitori în satele Scoposeni și Gorban.
În 1950, comuna a fost transferată raionului Codăești și apoi (după 1956) raionului Iași din regiunea Iași, luând în timp numele de Gorban după noul sat de reședință. În 1968, ea a trecut la județul Iași; tot atunci, vechiul sat Zberoaia a fost desființat și comasat cu satul Scoposeni, în vreme ce un sat mai recent, denumit până atunci Zberoaia Nouă, a luat denumirea de Zberoaia și i s-a alipit și satul Podu Hagiului de la comuna Podoleni, desființată.

## Monumente istorice
Singurul obiectiv din comuna Gorban inclus în lista monumentelor istorice din județul Iași este situl arheologic de la „Cantonul Silvic” din marginea de sud-est a satului Gorban, unde s-au găsit urme ale unor așezări din Epoca Bronzului Târziu (cultura Noua), secolele al V-lea–al IV-lea î.e.n. (Latène-ul timpuriu, secolul al IV-lea e.n. (epoca daco-romană) și secolele al XVI-lea–al XVII-lea (Epoca Medievală).